# Щасливий Петро Васильович
Петро Васильович Щасливий (рос. Пётр Васильевич Счастливый; 18 квітня 1979, м. Братськ, СРСР) — російський хокеїст, центральний нападник. Майстер спорту.

## Спортивні виступи
Вихованець хокейної школи «Єрмак» (Ангарськ). Перший тренер — Євген Калашников. Виступав за «Локомотив» (Ярославль), «Гранд-Репідс Гріффінс» (АХЛ), «Оттава Сенаторс», «Анагайм Дакс», «Хімік» (Митищі), ЦСКА (Москва), «Салават Юлаєв» (Уфа), «Торпедо» (Нижній Новгород), «Саров», «Динамо» (Рига), «Сочі», «Металург» (Новокузнецьк), «Чіксереда» (Румунія).
В чемпіонатах НХЛ — 129 матчів (18+22), у турнірах Кубка Стенлі — 1 матч (0+0). В чемпіонатах КХЛ — 416 матчів (83+85), у Кубку Гагаріна — 59 (7+4).
У складі національної збірної Росії учасник чемпіонату світу 2007 (8 матчів, 3+1). У складі молодіжної збірної Росії учасник чемпіонату світу 1999.
Досягнення
- Бронзовий призер чемпіонату світу (2007)
- Володар Кубка Гагаріна (2011)
- Бронзовий призер чемпіонату Росії (1998)
- Переможець молодіжного чемпіонату світу (1999).
- Чемпіон Румунії (2018)
- Володар Кубка Румунії (2018)

## Особисте життя
Дружина — колишня легкоатлетка Інета Радевич (нар. 1981).